# Finnbergets luftvärnsställning

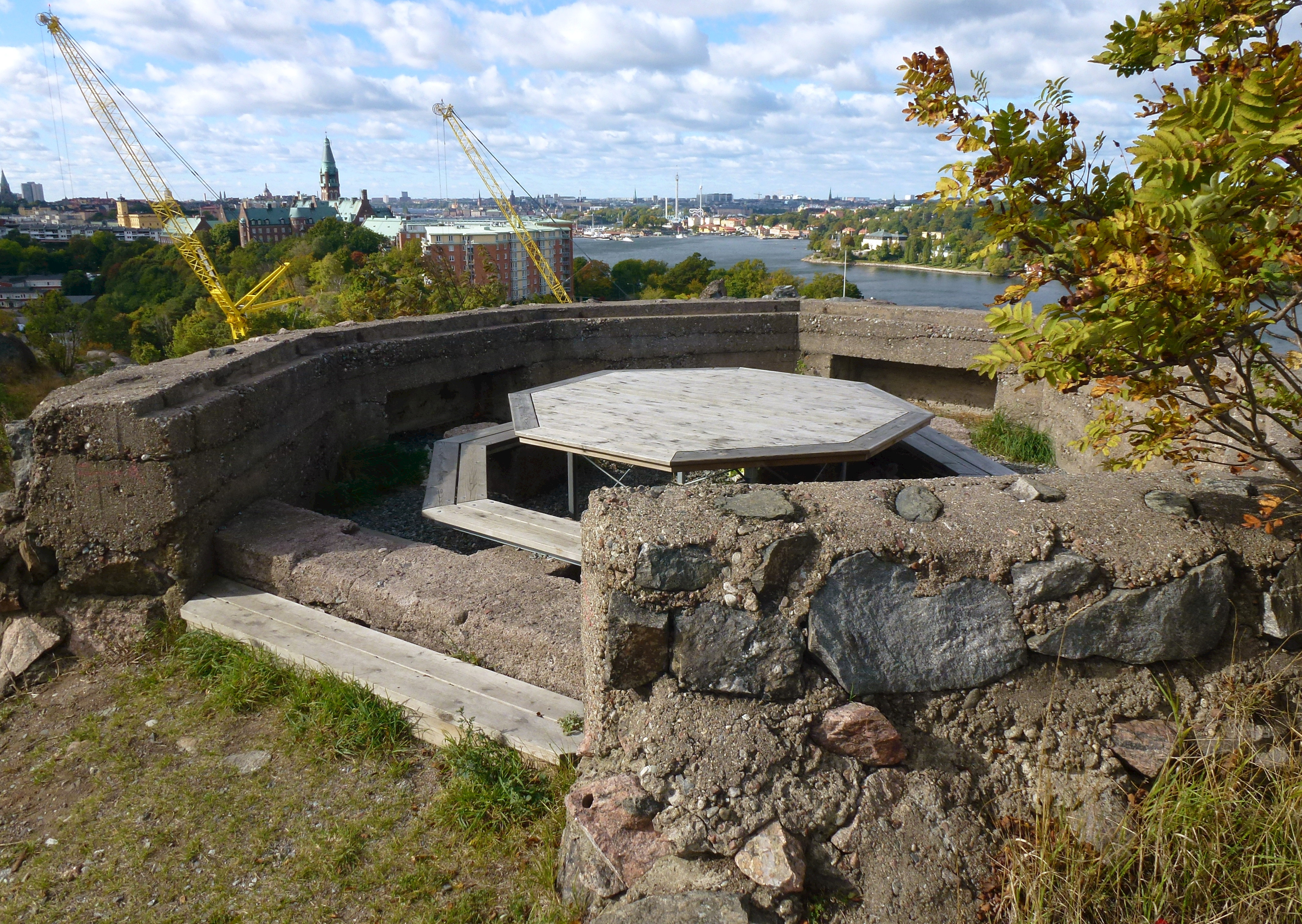
Ett värn i Finnbergets luftvärnsställning, numera omfunktionerat till picknickplats.

Finnbergets luftvärnsställning var belägen på västra Finnberget i nuvarande Nacka kommun. Huvuduppgiften för luftvärnsställningen var att under andra världskriget försvara Finnboda varv mot luftangrepp. Idag (2022) finns några pjäsplatser kvar medan resten har rivits eller plomberats (det vill säga förseglats permanent).

## Bakgrund

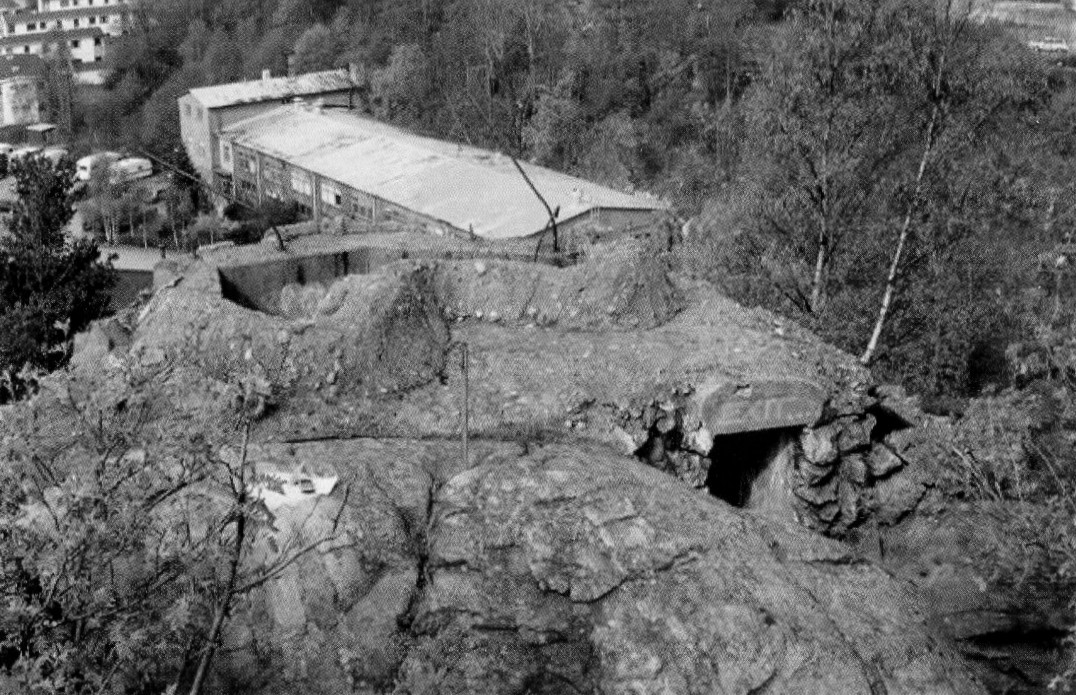
Ett av Finnbergets värn som det såg ut under 1960-talet, innan rivningen.

Runt Stockholm fanns under åren 1939 till 1945 ett femtiotal luftvärnsbatterier med olika bestyckning och dessutom flera platser utrustade med strålkastare och lyssnarapparater. Dessa började anläggas redan innan krigsutbrottet 1939 och kompletterade den inre och yttre H-linjen (huvudförsvarslinjen) kring huvudstaden. De kraftfullaste batterierna var bestyckade med 75 mm luftvärnskanoner, de minsta med 8 mm luftvärnskulsprutor. Ofta var uppgiften att skydda infrastrukturobjekt som broar och farleder eller krigsviktiga anläggningar. Stockholms luftvärnsbatterier var inte bemannade dygnet runt från 1939–1945 men vid vissa kritiska perioder var förbanden stridsgrupperade i ställningarna, som i september 1939 (krigsutbrottet av andra världskriget), april 1940 (invasion av Danmark och Norge genom Nazityskland) och sommaren 1941 (Operation Barbarossa, Nazitysklands anfall på Sovjetunionen).

## Luftvärnsställningen
Under beredskapstiden 1939–1945 fyllde Finnboda Varv en viktig funktion. Förutom att bygga och reparera handelsfartyg kunde varvet även vid behov reparera örlogsfartyg. Ett försvar mot luftangrepp ansågs därför nödvändigt och tidigt placerades den 433:e luftvärnstroppen på Finnberget strax sydost om varvet. Dessutom hade man härifrån god uppsikt över Stockholms inlopp. Luftvärn fanns även på närbelägna Henriksdalsberget. 
Parallellt med Finnbergsvägen sprängdes 1940 en transportväg upp till bergets krön, som vid den tiden var obebyggt. Vägen förstärktes med betong och än idag kan man se pjäsernas hjulspår i betongen, som troligen inte hade härdat ordentligt när de första pjäserna drogs upp. Anläggningen bestod av ett tiotal värn, pjäsplatser och en ammunitionsbunker. Den senare är numera förseglat och några av värnen nyttjas som grill- och uteplatser av de boenden i det intilliggande bostadsområdet medan resten är rivna.

## Nutida bilder

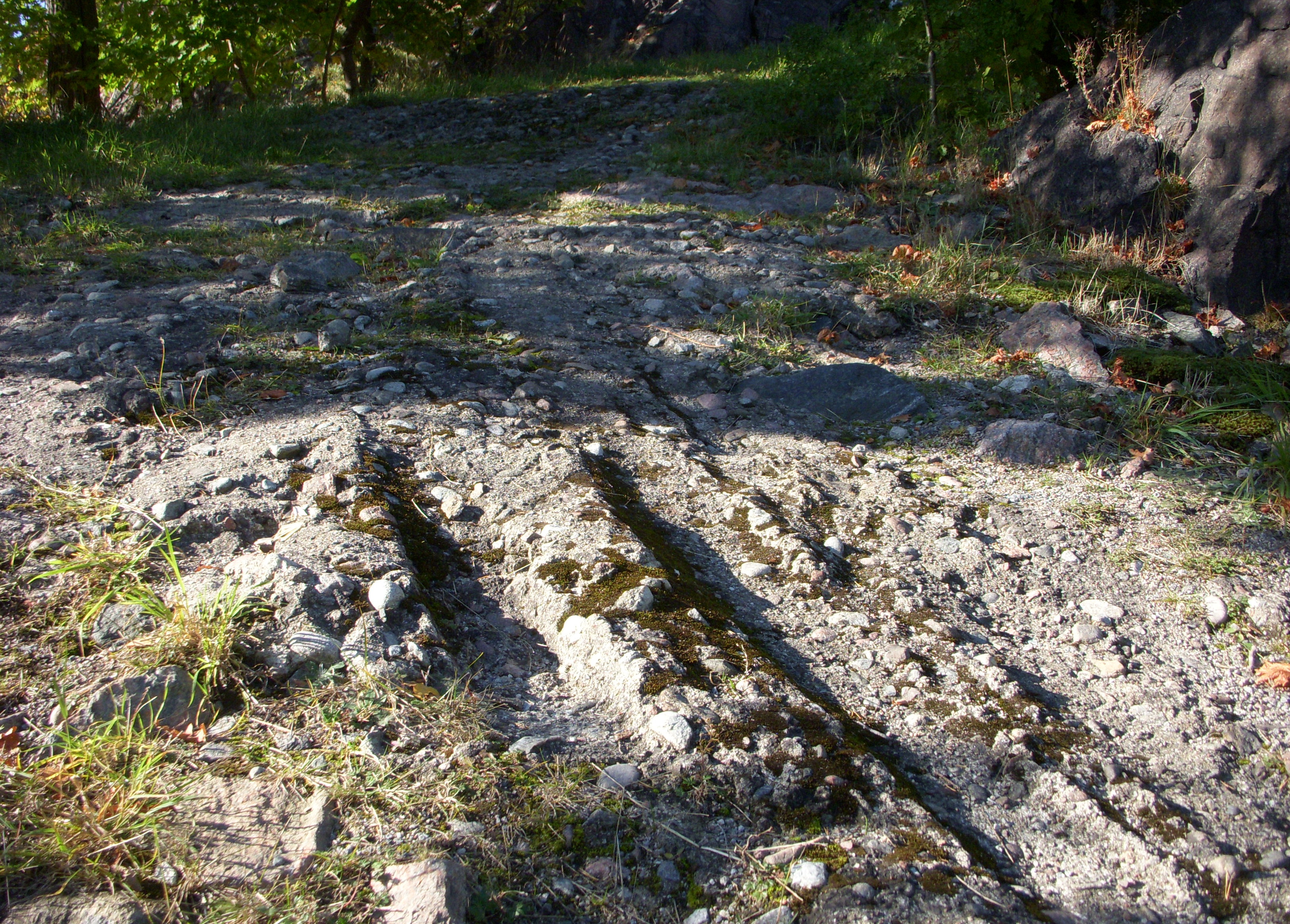
Vägen upp till ställningen med bevarade hjulspår av pjäserna i betongen.
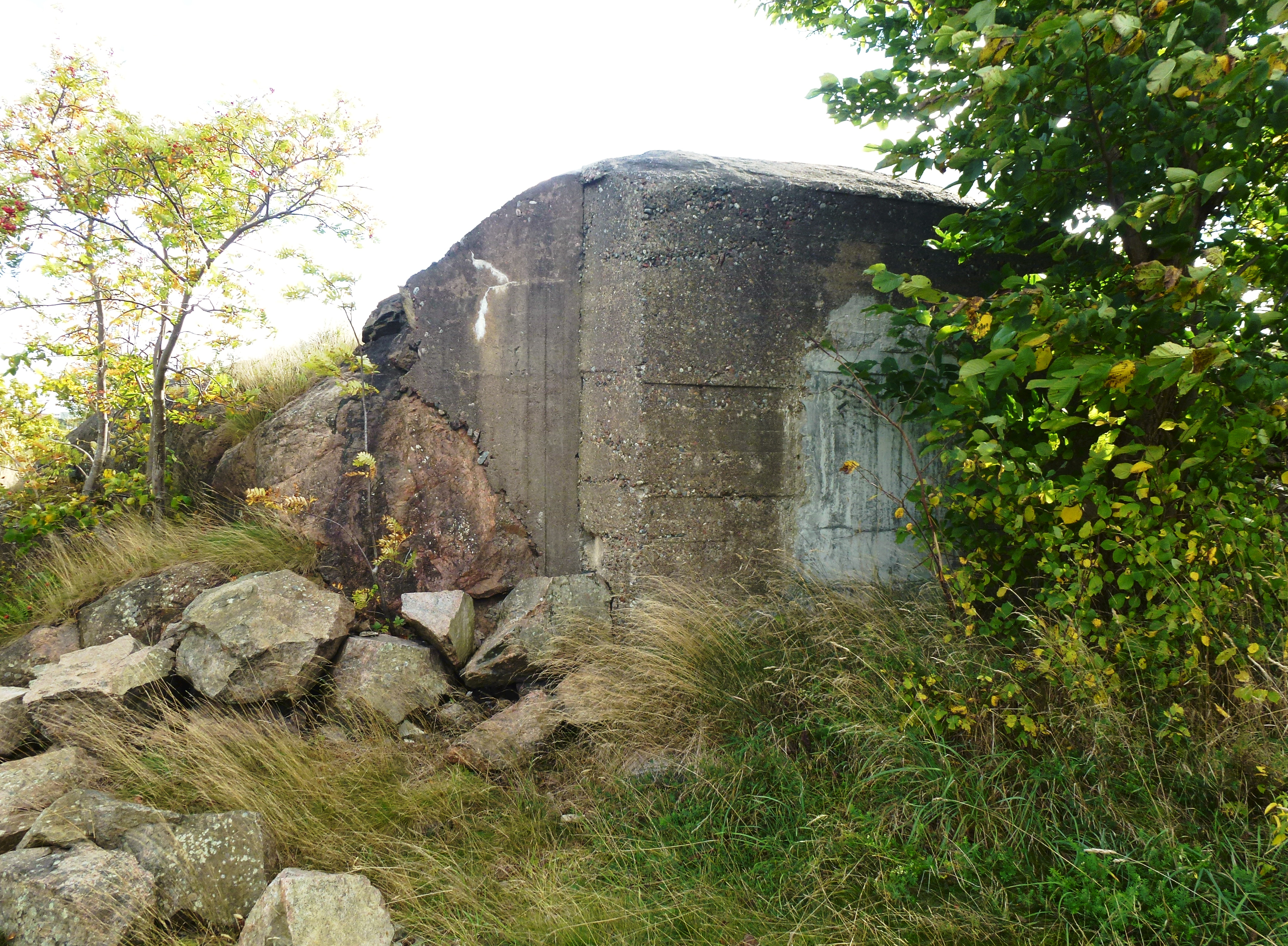
Ingången till ammunitionsbunkern.
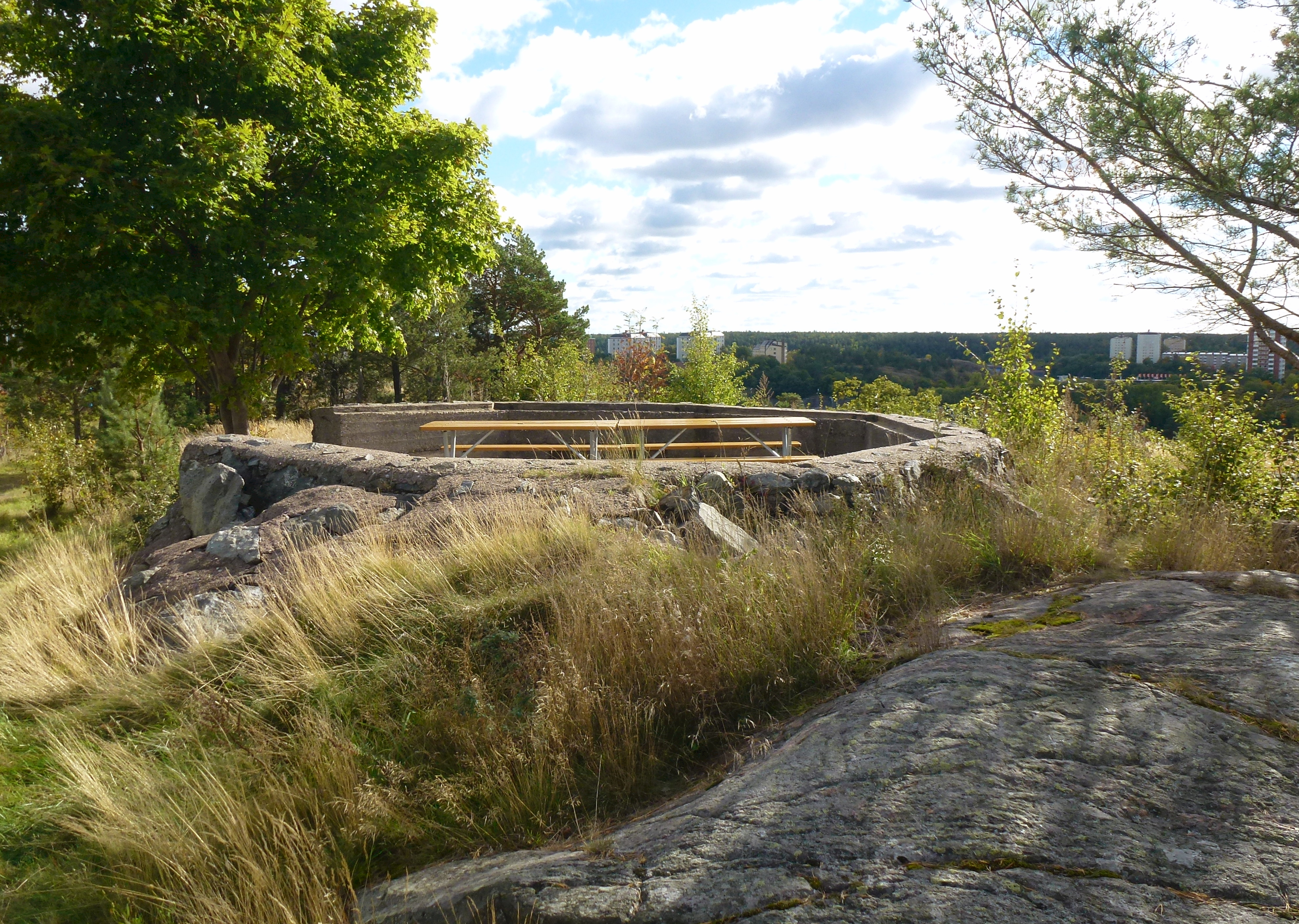
En pjäsplats, numera sittplats.
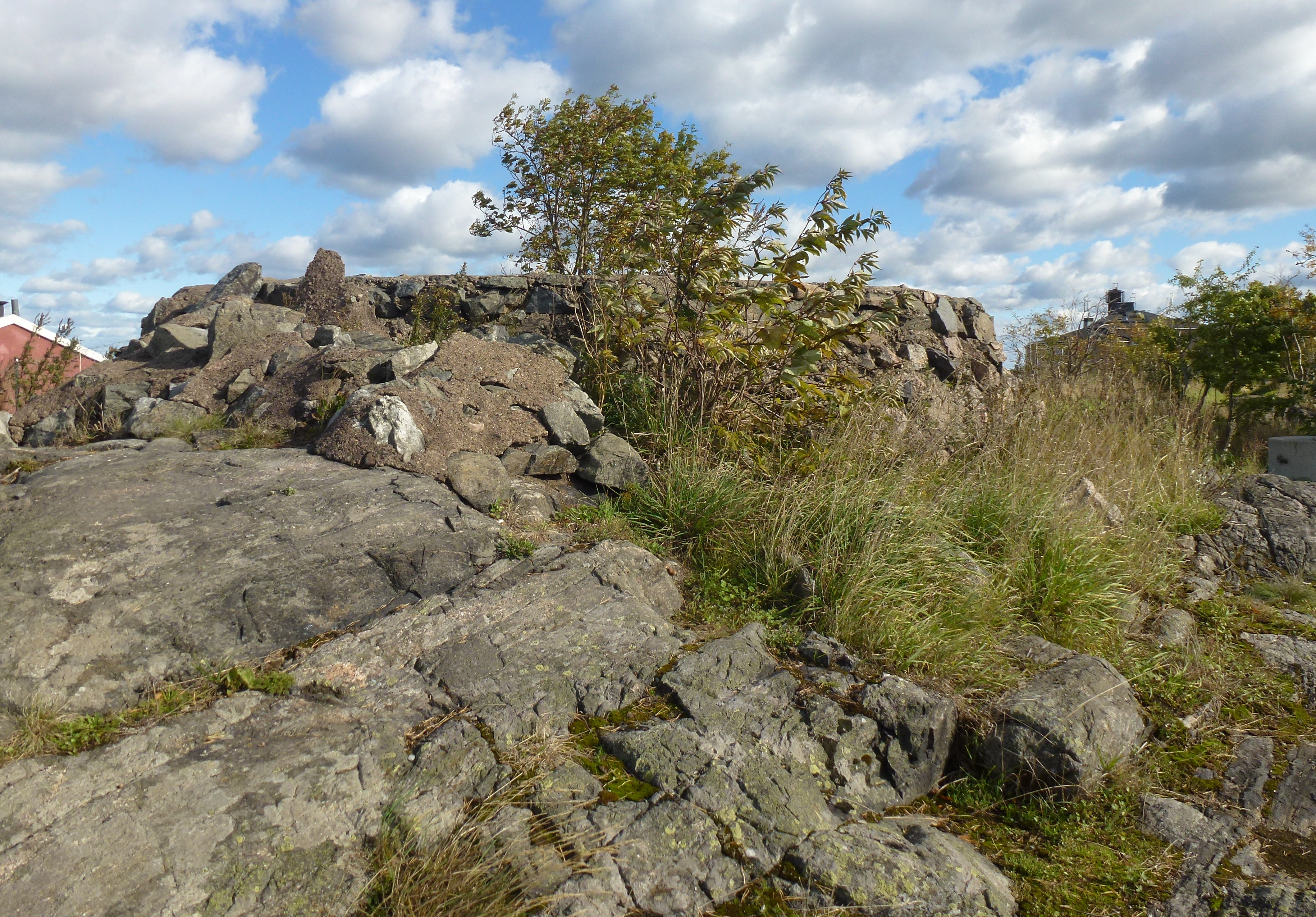
Ett av värnen i Finnbergets luftvärnsställning.